# タウンミーティング 小泉内閣の国民対話
タウンミーティング 小泉内閣の国民対話（ -こいずみないかくのこくみんたいわ）とは、日本で小泉内閣（2001年 - 2006年）が実施した、閣僚や有識者と一般市民が対話する（としていた）政治集会である。いわゆる“やらせ”・“仕込み（サクラ）”（偽装）が行われていたことが後に発覚して問題になった。

## 概説
第1回は、2001年6月16日に、青森県青森市と鹿児島県鹿児島市でそれぞれ実施された。
2001年に行われた内閣総理大臣小泉純一郎の所信表明演説で初めて打ち出された。閣僚との直接対話を通じて、市民が政策の形成に参加する機運を盛り上げていくという目的であった。

## 発覚した偽装などの工作

### やらせ
2006年10月31日、衆議院教育基本法特別委員会にて、日本共産党所属衆議院議員高橋千鶴子の指摘を発端に、同年9月2日に教育基本法改正などをテーマに行われた「教育改革タウンミーティング イン 八戸」で、開催前に内閣府が青森県教育庁を通じ、教育基本法改正に賛成する趣旨の質問をするよう参加者に依頼、原稿を作成した上、「やらせ」であることを悟られないよう質問方法まで詳細に指示を出していたことが明らかになった。その後、2003年12月13日の岐阜県岐阜市、2004年5月15日の愛媛県松山市、2004年10月30日の和歌山県和歌山市、2004年11月27日の大分県別府市の「教育改革タウンミーティング」でもやらせが発覚。そのうち、別府でのタウンミーティングでは、大分県教育委員会の職員4人が、一般県民になりすまし（タウンミーティングでは、質問前に自身の職業を述べる必要がある）、賛成の意見を述べていたことが分かった。
このほか、全タウンミーティング中、15回のやらせ質問が行われており、最多は、裁判員制度などについて議論された司法制度改革タウンミーティングの6回であった。このほかにも、全71回で、参加者を確保するため、国や地方自治体などが、職員などを大量動員していたことも判明した。
2006年5月21日に北海道札幌市で行われた「再チャレンジタウンミーティング」でも同様にやらせを指示するよう北海道庁に対し行っていたことも発覚した。

### 質問者への謝礼金
タウンミーティングにおける質問者の一部（2002年には14回で42人、2003年には7回で15人、2004年には4回で8人）に対し、謝礼金として5,000円が支払われていた。2001年にも謝礼金が支払われていたが、資料が残っておらず詳細は不明。2005年以降は、謝礼金が支払われることはなかった。
質問者へ謝礼金を支払うのは、参加大臣と同じように登壇していた場合や、司会者が氏名と職業などを明示的に紹介した上で指名した場合に限られており、内閣官房長官塩崎恭久は「『やらせ質問』ではなく、代表的な発言をしてもらう人に払う講師謝礼のようなものだ。まったく問題ない」と述べている。

### 入場者の選別
2005年11月27日に京都府京都市で行われた「文化力親子タウンミーティング」の際に、入場者の中に問題を起こす者がいるとして、この参加者の応募受付番号をあらかじめ落選する番号に設定し、作為的に選別していた。
これに対して、落選させられた京都市左京区在住の中学校の男性教諭（56歳）と大学の女性職員（54歳）の夫妻ら4人が、『表現の自由』を侵害されたなどとして、総務省や京都市を相手取り、総額800万円の支払いを求める訴訟を京都地裁に起こした。同地裁は2008年12月8日、「タウンミーティングへの参加権は法的保護に値しない」として、訴えを棄却する判決を言い渡したが、その後2009年9月17日に控訴審の大阪高裁は一審判決を変更し、「抽選の信頼性と、タウンミーティング参加への期待は法的保護に値する」として、原告のうち3人について計15万円を支払うよう国と京都市に命じた。

### 経費
1回当たり約2,200万円という経費が、税金の無駄遣いとの批判を浴びている。
主な例は以下。（2001年度は単価設定なし）
| 用途                         | 2002年度前期 | 2002年度後期 | 2003年度  | 2004年度  | 2005年度  | 2006年度  |
| ---------------------------- | ------------ | ------------ | --------- | --------- | --------- | --------- |
| 空港・駅からの閣僚の送迎     | 29,000円     | 5,000円      | 15,000円  | 12,000円  |           |           |
| 会場における送迎             | 29,000円     | 5,000円      | 40,000円  | 12,000円  |           |           |
| エレベーター操作             | 29,000円     | 5,000円      | 15,000円  | 15,000円  |           |           |
| エレベータから控え室への誘導 | 29,000円     | 5,000円      | 5,000円   | 12,000円  |           |           |
| 受付                         | 130,000円    | 50,000円     | 50,000円  | 20,000円  | 20,000円  | 20,000円  |
| 記者会見場机・イス用意       | 150,000円    | 20,000円     | 20,000円  | 20,000円  | 20,000円  | 20,000円  |
| 内閣府との事前調整           | 760,000円    | 940,900円    | 428,000円 | 200,000円 | 200,000円 | 200,000円 |
| 議事録                       | 36,000円     | 80,000円     | 80,000円  | 100,000円 | 100,000円 | 100,000円 |

### 政府の対応
内閣総理大臣安倍晋三は「（内閣府に対し）注意した」とコメントし、その後の参議院教育基本法特別委員会でも陳謝した。内閣府側は、賛成の意見を述べるよう質問を依頼したことは認めたものの、原稿を作成したのは、文部科学省からの出向職員であるとした。
政府は、内閣府副大臣林芳正を委員長とする調査委員会を発足させ、2006年12月13日に最終報告をとりまとめた。その結果、内閣府内の「タウンミーティング担当室」は、廃止されることになった。この諸問題の発生により、今後開催予定だった安倍内閣でのタウンミーティングは、小泉内閣時代の全174回のタウンミーティングでのやらせの有無調査が終了するまで、見合わされることとなった。
調査委の最終報告が発表されたことを受け、同年12月14日に内閣総理大臣安倍晋三が俸給3ヶ月分を、内閣官房長官塩崎恭久が役職報酬3ヶ月分を、文部科学大臣伊吹文明、国土交通大臣冬柴鐵三、内閣府副大臣林芳正が役職報酬の2ヶ月分をそれぞれ国庫に返納することとなった。これを報道では安倍晋三は「けじめをつける」ものと答えている。
同日の参議院教育基本法特別委員会では、民主党の参議院議員神本美恵子が、「お金ですます問題ではない。美しいやり方ではない」と発言、これに対し、安倍首相が「お金ですまそうという言い方は少し失礼ではないですか？公務員のけじめのつけかた、の形として、減給処分等の処分が、まあ決まっているんです。」と、強く反論。一部から首相の発言に異論が出た。
そして、ちょうど同日の国会では、教育基本法改正案が参議院特別委で自民、公明の賛成多数で可決。野党側は反発し、翌12月15日、安倍内閣への内閣不信任決議案、文部科学大臣伊吹文明への問責決議案を提出。しかし、不信任決議案、問責決議案は否決され、15日の参議院本会議で、教育基本法改正案が成立した。

### 処分
12月15日に政府はこの件での内閣府等の職員を以下のとおりの処分及び16日付けでのタウンミーティング室の廃止を決めた。

#### 内閣府
- 事務次官内田俊一 - 訓告、給与10%を1カ月分（約13万円）国庫に自主返納
- TM担当室長谷口隆司 - 戒告
- 賞勲局長（元担当室長）勝野堅介 - 訓告
- 担当室参事官長谷川秀司 - 訓告
- 大臣官房付（元担当室参事官）田辺靖夫 - 訓告
- 担当室次長土肥原洋 - 厳重注意
- 担当室次長竹沢正明 - 厳重注意
- 国民生活局長（元担当室次長）西達男- 厳重注意
- 大臣官房審議官（元担当室次長）松田敏明 - 厳重注意
- 会計課長福富光彦 - 厳重注意
- 官房長山本信一郎- 訓告
- 元担当室次長（他省庁出向中）中藤泉 - 厳重注意を所属官庁に依頼
- 担当室次長（他省庁出向中）成田一郎 - 厳重注意を所属官庁に依頼
- 元会計課長（他省庁出向中）大森雅夫 - 厳重注意を所属官庁に依頼
- 元担当室参事官（他省庁出向中）音瀬均 - 厳重注意を所属官庁に依頼

#### 文部科学省
- 教育再生会議担当の内閣参事官（前広報室長）白間竜一郎 - 訓告
- 初等中等教育局長銭谷真美 - 訓告（伊吹文科相は国会で「彼は（やらせの）事実を知らなかったと思う」と答弁していた）
- 官房審議官布村幸彦 - 訓告
- 生涯学習推進課長高橋道和 - 文書厳重注意
- 生涯学習政策局長田中壮一郎 - 文書厳重注意
- 内閣府男女共同参画局長板東久美子 - 文書厳重注意
- 官房審議官尾山真之助 - 文書厳重注意
- 官房長玉井日出夫 - 口頭厳重注意

#### 法務省
- 事務次官（司法制度改革TM運営の指揮に当たった当時の刑事局長）大林宏 - 厳重注意
- 刑事局長（当時の官房長）小津博司 - 厳重注意